# Лайка (собака-космонавт)
Лайка (1954 — 3 листопада 1957) — радянська собака-космонавт, перша тварина, виведена на навколоземну орбіту. Була запущена в космос 3 листопада 1957 року о пів на шосту ранку за московським часом на радянському кораблі «Супутник-2». На той момент Лайці було близько двох років, її вага була приблизно 6 кг.
Повернення Лайки на Землю не планувалося. Як і багато інших тварин у космосі, вона загинула під час польоту — через 5-7 годин після старту пес помер від стресу і перегріву, хоча передбачалося, що проживе близько тижня.

## Підготовка
Для експериментальних запусків з метою підтвердження безпеки космічних польотів пропонувалися миші, щури та собаки. Розглядався варіант запусків і з мавпами, але вибір припав на собак, оскільки вони краще піддаються дресируванню і спокійніші за мавп.
Конструктори встановили межу ваги собак у 6-7 кг, проте маленькі породисті собаки не підходили для польоту, найчастіше вони були зніжені, занадто вимогливі до їжі й недостатньо витривалі. Тому собак відбирали з притулку для бездомних тварин. За рекомендаціями фахівців з кіно-, фото- і телеапаратури вирішено було відбирати білих собак, тому що білі мали кращий вигляд у кадрі. З усіх білих потім відсівали за результатами тренувань в барокамерах, на центрифугах і вібростендах.
З 10 собак три претендували на перший космічний політ з живою істотою на борту: Альбіна, Лайка і Муха. Альбіна вже зробила 2 суборбітальних польоти, але її пожаліли, тому що вона чекала цуценят, і вирішили, що вона буде дублером. Муху не вибрали через невелику кривину лап, що виглядало б негарно на фотографіях, і її зробили «технологічним собакою». На ньому тестували роботу апаратури й різних систем.
Перед польотом Лайці зробили операцію, в ході якої встановили датчики дихання на ребра і датчик пульсу поряд із сонною артерією.
Протягом останнього етапу собак тренували тривалий час у макеті контейнера. Коли Лайка була вже на Байконурі, її садили на кілька годин у кабіну, де вона звикала до годівниці, носіння датчиків, комбінезона, асенізаційного пристрою і перебування в замкненому просторі.
Комбінезон Лайки кріпився до контейнера маленькими тросами. Їхня довжина дозволяла приймати Лайці лежаче, сидяче положення, а також трохи пересуватися назад-вперед. У нижній третині тросиків стояли контактно-реостатні датчики, призначенням яких була реєстрація рухової активності.
Уранці 31 жовтня 1957 року почалася підготовка до посадки в супутник. Лайці обробили шкіру розведеним спиртом, місця виходів проводів від датчиків обробили йодом. У середині дня Лайку посадили в герметичну камеру, о першій годині ночі камеру встановили на ракету. Незадовго до польоту довелося розгерметизувати камеру і дати тварині попити води: медперсоналу, який спостерігав за собакою, здалося, що вона хоче пити.

## Політ Лайки
Запуск «Супутника-2» відбувся 3 листопада 1957 року.
Телеметричні дані показували, що після дії перевантажень, коли Лайка вже опинилася в невагомості, частота пульсу відновилася до майже нормальних значень, рухова активність стала помірною, рухи — нетривалі і плавні. Але часу, щоб пульс нормалізувався знадобилося в 3 рази більше, ніж у наземних експериментах. Електрокардіограма не показала жодних патологічних змін.
Лайка була жива протягом 4 витків навколо Землі. Через помилки розрахунку площі супутника й відсутності системи терморегулювання температура за цей час піднялася до 40 °C. Собака загинув від перегріву. Сам же супутник зробив 2570 витків навколо Землі, потім згорів в атмосфері 4 квітня 1958 року .
Спеціальна комісія з ЦК і Ради міністрів не повірила, що Лайка померла через конструкторські помилки, і наказала провести експерименти зі схожими умовами на Землі, в результаті яких загинули ще 2 собаки.

## У культурі
- На честь собаки написана пісня «Laika Party» норвезької співачки Emmy, яка представляла Ірландію на Євробаченні 2025.[8][9]